# Syndykat (Z Archiwum X)
Syndykat – fikcyjna, tajna organizacja, swego rodzaju gabinet cieni, w serialu Z Archiwum X. Znani byli również jako: Starsi, Grupa lub Konsorcjum.

## Członkowie
Najwyższym rangą członkiem Syndykatu był Conrad Strughold (w jego roli Armin Mueller-Stahl), jednak nie występuje on w serialu, lecz wyłącznie w filmie pełnometrażowym Z Archiwum X: Pokonać przyszłość.
Drugim po Strugholdzie członkiem Grupy jest Człowiek z Wypielęgnowanymi Dłońmi (ang. Well-Manicured Man; w jego roli John Neville). Jest to człowiek, który otwarcie nie lubi Palacza ani jego metod. Jest za to pełen uznania dla Muldera i Scully i ich poczynań. Ginie w filmie pełnometrażowym, w samochodzie z bombą po tym, jak pomógł Mulderowi odnaleźć Scully.
Po śmierci Człowieka z Wypielęgnowanymi Dłońmi szefem Syndykatu zostaje Pierwszy Starszy (ang. First Elder; w jego roli Don S. Williams). Nazywany jest również Grubas lub Włoch. To on zastawił pułapkę, by odkryć, kto jest zdrajcą Grupy, i to on zlecił zabicie go (informatora X). Nadzorował on również próby zrekrutowania Muldera przez Palacza. Często jest powściągliwy i nie wyraża emocji, choć potrafi się zdenerwować, zwłaszcza gdy ktoś jest wobec niego niekompetentny.
Kolejnym wysokim członkiem Syndykatu jest Drugi Starszy (ang. Second Elder; w jego roli George Murdock). Jest on obecny przy masakrze w Kazachstanie, razem z Maritą Covarrubias. Zostaje on zabity w swoim domu przez Rebelianta – Obcego bez twarzy. Obcy przyjął jego ciało i próbował zinfiltrować Syndykat. Na zebraniu zaproponował sprzymierzenie się z Rebeliantami, lecz Palacz natychmiast odmówił i potem nakazał zabicie Drugiego Starszego Jeffreyowi Spenderowi i Alexowi Krycekowi.
Następnym członkiem Grupy jest Trzeci Starszy (ang. Third Elder; w jego roli John Moore). Pojawia się sporadycznie i w zasadzie jedyne, co o nim wiadomo to to, że on także pracował nad projektem stworzenia pierwszej hybrydy człowieka z Obcym.
Pozostałymi członkami Syndykatu są:
- Palacz,
- Głębokie Gardło (zabity w pierwszym sezonie),
- Victor Klemper – były naukowiec nazistowski (zabity w trzecim sezonie),
- William Mulder – ojciec Foxa Muldera (zabity w drugim sezonie).

Dla Syndykatu pracuje specjalna grupa ludzi – wyszkolonych morderców wykonujących tzw. brudną robotę. Nazywają się Faceci w czerni (ang. Men in black). Należą do nich między innymi: Alex Krycek, Luis Cardinal czy X.

## Historia i działanie
Syndykat powstał krótko po II wojnie światowej, w 1953 roku, z kilku wysokich urzędników Departamentu Stanu. W 1973 roku zerwali wszelkie stosunki z Rządem, lecz niektórzy członkowie Grupy nadal utrzymywali, że z nimi współpracują. 13 października tegoż roku Syndykat oficjalnie zawarł umowę z Kolonistami, składając im w hołdzie flagę amerykańską, symbolizującą posłuszeństwo wobec Obcych. Po raz pierwszy pojawiają się w trzecim sezonie. Spotykają się najczęściej w apartamencie przy 46 ulicy w Nowym Jorku. Grupa była również odpowiedzialna za przygotowanie Ziemi do inwazji. Miała ona nastąpić w momencie ukończenia tzw. Projektu, który zakładał stworzenie hybrydy człowieka z Obcym. Pierwszą taką udaną hybrydą była Cassandra Spender – była żona Palacza i matka Jeffreya Spendera. Stworzenie takiej hybrydy miało zapoczątkować kolonizację, a w zamian za to Obcy mieli zagwarantować nietykalność i bezpieczeństwo członkom Syndykatu i ich rodzinom.

## Śmierć
W szóstym sezonie, kiedy członkowie Syndykatu, wraz z rodzinami, zgromadzili się w Bazie Sił Powietrznych El Rico, czekając na Kolonistów, niespodziewanie zjawili się Rebelianci i spalili wszystkich członków Grupy (z wyjątkiem Drugiego Starszego, który zginął wcześniej), a także Cassandrę Spender. Jedynym ocalałym był Palacz, który w porę uciekł z Bazy, z pomocą Diany Fowley.

## Dziedzictwo – Nowy Syndykat
Po zabiciu członków Starego Syndykatu Palacz kontynuował prace nad projektem tworzenia hybryd człowieka z kosmitą. Pracował z lekarzami, spotykał się i rozmawiał z ludźmi w wojskowych mundurach o kolonizacji. Próbował również odbudować konspirację. Po jego domniemanej śmierci w 2000 roku formuje się grupa zwana Nowym Syndykatem. Pracują oni nad specjalnym projektem stworzenia tzw. super-żołnierzy. Liderem tej grupy zostaje Człowiek z Wykałaczką (ang. Toothpick Man; w jego roli Alan Dale). Jednym z czołowych członków jest super-żołnierz Knowle Rohrer (w jego roli Adam Baldwin).